# Henri Désiré Landru
Henri Désiré Landru (n. 12 aprilie 1869, Paris, Île-de-France, Franța – d. 25 februarie 1922, Versailles, Seine-et-Oise, Franța) a fost un celebru criminal în serie și criminal francez, supranumit „Barba Albastră din Gambais”.

## Biografie

### Începuturi (1869–1914)

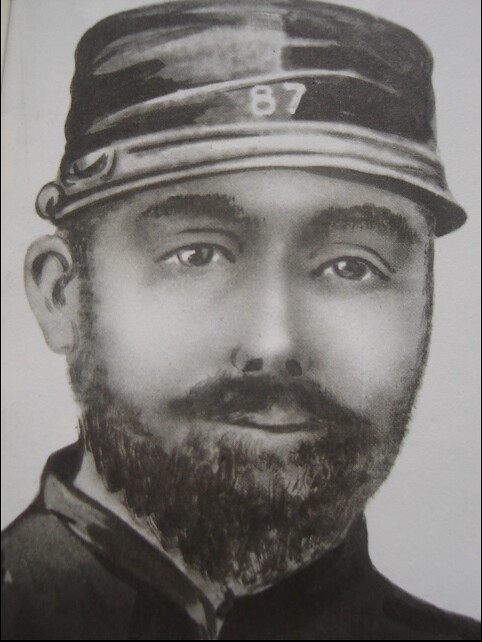
Landru în timpul serviciului militar în Regimentul 87 de infanterie, în jurul anilor 1889–1893.

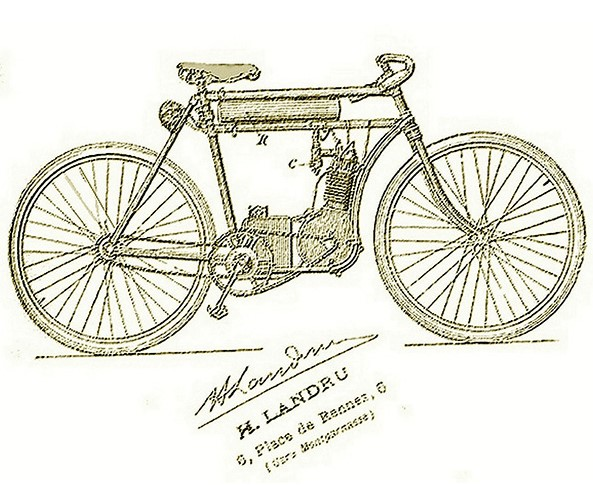
Proiectul de motocicletă al lui Landru, în jurul anului 1899

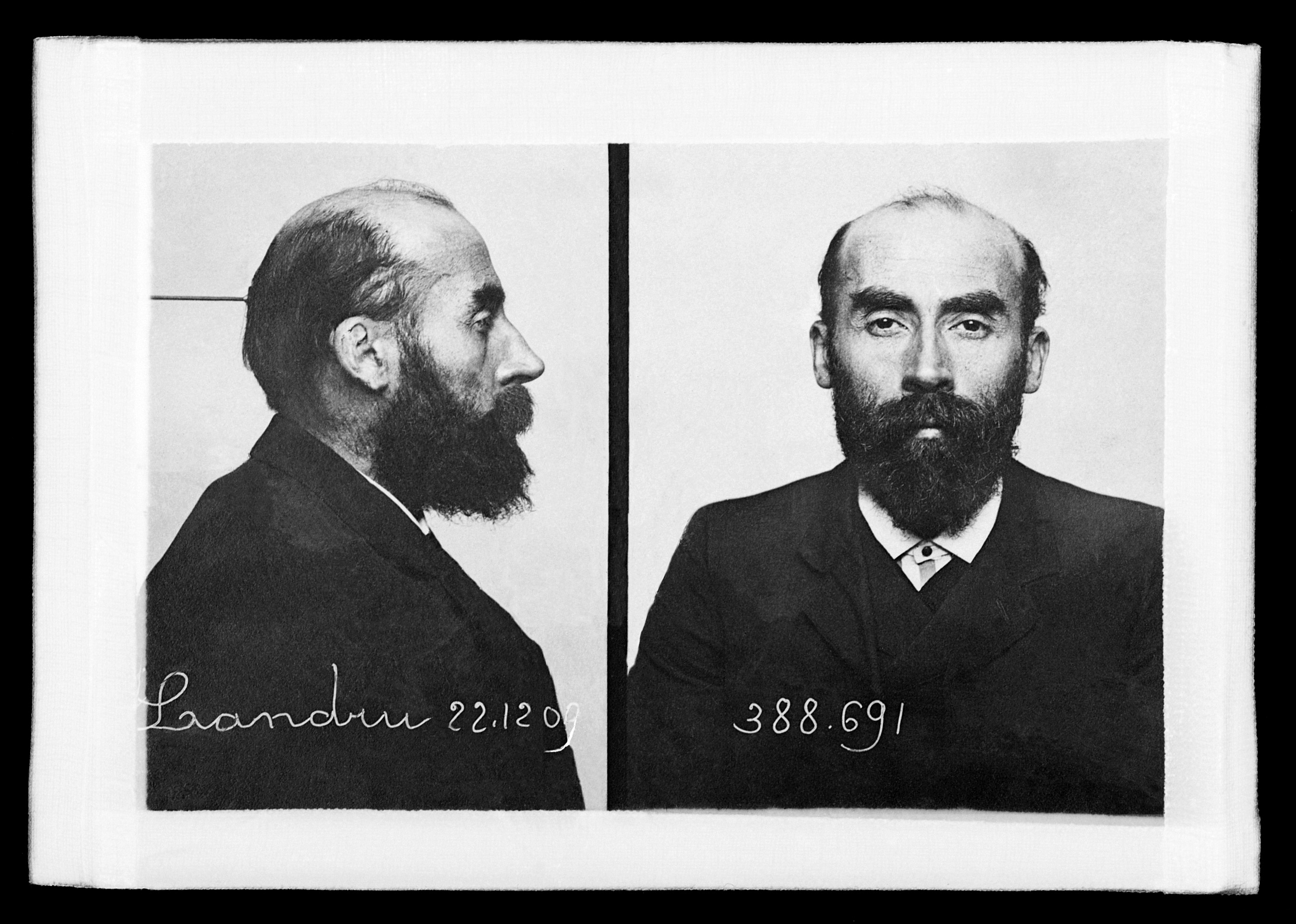
Henri Landru – fotografie din 22 decembrie 1909

Henri Désiré Landru, s-a născut într-o familie modestă în 1869, în cartierul Belleville din Paris. Tatăl său, Julien Alexandre Silvain Landru, era șofer la Forges de Vulcain, iar mama sa, Flore Henriquel, era croitoreasă și spălătoreasă la domiciliu. În ciuda dificultăților financiare, familia Landru a reușit să se stabilească în cartierul rue du Cloître-Notre-Dame din Paris, unde Henri și-a petrecut copilăria.
A fost educat de călugări la o școală catolică de pe Île Saint-Louis, unde a fost învățat să slujească ca băiat de altar la biserica din apropiere, unde mergeau și părinții săi, precum și sora sa mai mare. La vârsta adolescenței, Landru a fost numit subdiacon, o funcție laică care implica aprinderea lumânărilor și ajutarea preotului cu veșmintele sale. Conform relatării viitoarei sale soții, Marie-Catherine, ea l-a întâlnit pe tânărul Landru pentru prima dată la o slujbă de duminică în 1887. „Am început să vorbim în timp ce ieșeam din biserică și așa a început povestea noastră de dragoste”.
La scurt timp după începerea serviciului său militar obligatoriu de trei ani în orașul Saint-Quentin din nordul Franței, Henri Landru a devenit tată pentru prima dată. Primul său copil, Marie, s-a născut nelegitim în 1891. După ce a încheiat serviciul militar, Landru s-a întors la Paris în toamna anului 1893 și s-a căsătorit cu mama copilului său, Marie-Catherine, care era deja însărcinată cu cel de-al doilea copil al lor, Maurice. Cuplul a mai avut încă doi copii: Suzanne, născută în 1896, și Charles, născut în 1900. 
În decursul anilor 1890, în timp ce soția sa lucra ca spălătoreasă, Henri Landru a trecut prin mai multe slujbe temporare la Paris. A fost angajat ca contabil, apoi ca vânzător de mobilă și asistent al unui producător de jucării. Într-un interviu acordat ulterior unui ziar, Marie-Catherine l-a descris pe Landru ca fiind un „soț și tată model” în primii ani ai căsătoriei lor, chiar dacă ea a declarat poliției că el a fost mereu un „vânător de fuste” încă de la începutul relației lor.
Se pare că derapajul lui Landru spre crimă și posibila sa nebunie au fost legate de ambiția sa de a deveni un inventator celebru. În anul 1898, a conceput o motocicletă primitivă pe care a numit-o „Landru” și a înșelat mai mulți investitori potențiali pentru a obține bani pentru a construi o fabrică de producție. După ce a primit banii, Landru a dispărut. În aceeași perioadă, el a început și alte proiecte, inclusiv un plan pentru o nouă linie de cale ferată suburbană la vest de Paris și o jucărie automată pentru copii.
Între timp, Landru a fost urmărit de poliție și a fost nevoit să se ascundă timp de un an în Le Havre. Deși s-a căsătorit și a fondat o familie, el a petrecut puțin timp cu aceasta și a rămas mereu în mișcare. 
În anul 1904, Henri Landru a fost în cele din urmă arestat la Paris, după ce a căzut pe stradă în timp ce fugea de la o bancă pe care încercase să o fraudeze. A fost dus la închisoarea Santé, unde a fost plasat în arest preventiv. În timpul detenției sale, Landru a încercat ceea ce pare să fi fost o falsă tentativă de sinucidere, strecurându-și capul printr-un ștreang făcut din cearșaful de pat chiar în momentul în care un gardian intra în celula sa.
Landru a fost examinat de Dr. Charles Vallon, unul dintre cei mai importanți psihiatri criminaliști francezi, care a concluzionat că Landru se afla „la granița nebuniei”, dar nu era încă nebun și era încă responsabil pentru acțiunile sale. Diagnosticul lui Vallon a fost confirmat de alți doi psihiatri. Cu toate acestea, Vallon a fost suficient de îngrijorat de comportamentul lui Landru încât a avertizat-o pe Marie-Catherine să fie în gardă pe viitor.
După arestarea sa în 1904, Henri Landru a fost judecat și condamnat la doi ani de închisoare în orașul Fresnes, la sud de Paris. În perioada următoare, el a intrat și a ieșit din închisoare în mai multe rânduri. În această perioadă, soția sa și cei patru copii ai săi locuiau într-o serie de apartamente ieftine închiriate în Paris și în împrejurimi. 
În 1909, Landru a încercat să escrocheze o văduvă înstărită din orașul Lille, dându-se drept un om de afaceri bogat și singur și convingând-o să îi dea economiile într-un contract premarital. A fost arestat în timp ce încerca să încaseze certificatele de investiții ale acesteia și a fost condamnat la trei ani de închisoare la Loos, lângă Lille. În timp ce se afla în închisoare, tatăl său văduv s-a sinucis în aprilie 1912, spânzurându-se de un copac în Bois de Boulogne. Soția lui Landru a susținut ulterior că socrul ei s-a sinucis parțial din disperare față de cariera criminală a fiului său.
În toamna anului 1912, imediat după eliberarea sa din închisoare, Landru a furat aproximativ 12.000 de franci (echivalentul a aproximativ 40.000 de dolari în bani moderni) pe care tatăl său îi lăsase expres soției și celor patru copii ai săi, și nu lui.
În iarna lui 1913-1914, Henri Landru a reușit să execute cea mai de succes înșelătorie din cariera sa, păcălind mai mult de o duzină de persoane să investească în construirea unei fabrici de automobile fictive. În total, el a primit 35.600 de franci de la acești investitori creduli. Landru a fugit cu toți acești bani, plus cea mai mare parte din moștenirea tatălui său, chiar înainte ca poliția să vină să-l aresteze. La sfârșitul lunii iulie 1914, el a fost judecat și condamnat în contumacie pentru fraudă. Ținând cont de condamnările sale anterioare, tribunalul l-a condamnat pe Landru la patru ani de muncă silnică, urmați de exil pe viață pe insula franceză din Pacific, Noua Caledonie.

## Omorurile (1915–1919)

### Jeanne și André Cuchet (ianuarie sau februarie 1915)
| Imagine indisponibilă                                           |  | Imagine indisponibilă |
| Jeanne Cuchet și fiul ei André, primele victime ale lui Landru. |  |                       |

Landru a fugit într-un sat din apropierea orașului Chantilly, la 50 de kilometri nord de Paris, în compania lui Jeanne Cuchet, o frumoasă croitoreasă pariziană în vârstă de 39 de ani, care rămăsese văduvă în 1909. În momentul respectiv, aceasta îl cunoștea pe Landru ca fiind „Raymond Diard”, un magnat industrial din nordul Franței care i-a făcut o promisiune de căsătorie și care a convins-o să-și părăsească slujba de croitoreasă pentru a lucra într-un magazin de rochii din Paris. Cuchet se aștepta ca Landru, cunoscut și sub numele de Diard, să-i ofere un cămin respectabil ei și fiului său nelegitim, André, care avea 17 ani. 
Raportul dintre Cuchet și Landru s-a schimbat complet la începutul lunii august 1914, când Germania a declarat război Franței. Landru nu a reușit să se întâlnească cu Cuchet, care se întorsese în Paris pentru a fi alături de fiul ei, André, care încă locuia în vechiul apartament al familiei. Într-o stare de disperare, Cuchet s-a întors la casa de lângă Chantilly, însoțită de André și de cumnatul ei, sperând să-l găsească pe bărbatul pe care încă îl cunoștea sub numele de „Diard”. Cu toate acestea, casa era goală, iar în interiorul unui cufăr au găsit actele de identitate ale lui Landru, împreună cu diverse documente false. În ziua următoare, Cuchet a mers la apartamentul abandonat al lui Landru din sudul Parisului, unde a fost nevoită să accepte că acesta era de fapt un infractor fugar care ar fi trebuit să fie deportat în Noua Caledonie.
Cuchet a declarat în fața surorii și cumnatului ei că logodna cu Landru se încheiase, dar când acesta a reapărut la sfârșitul lunii august 1914, ea și-a reluat relația cu el. Între timp, ea a supravegheat îndeaproape patriotismul fiului său, André, care era disperat să se înroleze în armată și să lupte împotriva germanilor, chiar dacă era prea tânăr pentru a se oferi voluntar. La sfârșitul lunii noiembrie 1914, Cuchet l-a scos brusc pe André de la locul de muncă de la o fabrică de automobile din nord-vestul Parisului. La începutul lunii decembrie, Cuchet, Landru (care se dădea drept "Monsieur Cuchet") și André s-au mutat într-o casă din Vernouillet, un orășel situat pe malul Senei, la 35 km nord-vest de Paris. Într-o scrisoare adresată unei prietene din Paris, Cuchet a explicat că nu ar fi convenabil să o viziteze în Vernouillet din cauza vremii nefavorabile, adăugând că „în momentul de față locul este destul de noroios”. La mijlocul lunii ianuarie, André a primit o veste bună: recrutarea lui în armată fusese devansată cu doi ani și urma să aibă loc în vara anului 1915. Pe 20 ianuarie, el i-a scris unui prieten din armată, fericit să-și împărtășească vestea bună, iar o săptămână mai târziu i-a trimis o altă scrisoare unui unchi. Apoi, Cuchet și André au dispărut fără urmă. Nimeni nu i-a mai văzut vreodată.

### Crimele ulterioare (iunie 1915 – ianuarie 1919)

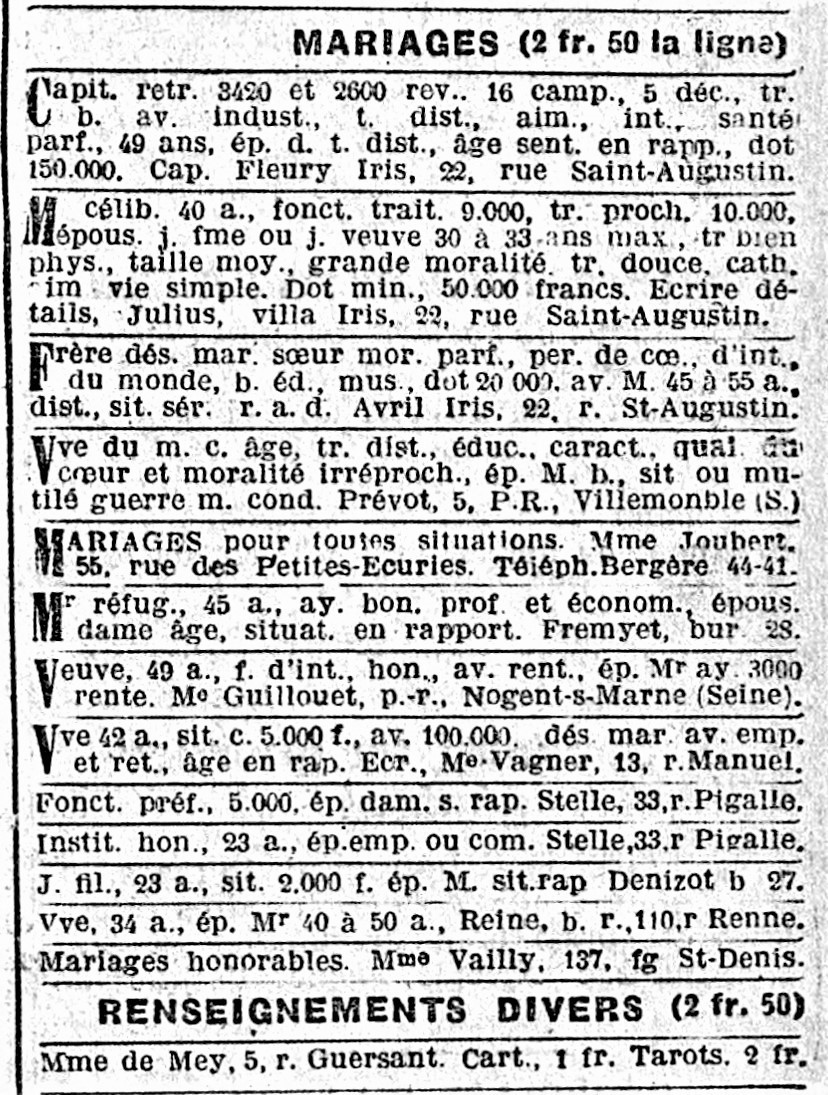
Mic anunț matrimonial publicat la 16 martie 1915 în L'Écho de Paris. Landru se prezenta ca fiind un bărbat pe nume „Fremyet”, în vârstă de 45 de ani, cu economii și „refugiat” din cauza ocupării Nord-Estului de către trupele germane.

La procesul lui Landru, crimele pe care le-a comis între anii 1915 și 1919 au fost prezentate în mod cronologic. Această prezentare a creat o impresie falsă că el le-a cunoscut pe femei în ordinea exactă în care le-a ucis. În realitate, una dintre victimele sale era „logodită” cu Landru, deși acesta era deja căsătorit, cu mai mult de doi ani înainte de a fi ucisă. În această perioadă, Landru a ucis cel puțin alte cinci femei. De asemenea, o altă victimă îl cunoștea pe Landru de mai bine de un an și jumătate înainte de a dispărea. În timp ce ultima victimă cunoscută, o prostituată, s-ar putea să-l fi întâlnit pe Landru pentru prima dată încă din 1914.
De asemenea, autoritățile au presupus că Landru a înregistrat numărul total al victimelor sale într-un carnet negru pe care l-a achiziționat abia în primăvara anului 1915. Însă acest lucru este discutabil din mai multe motive. Landru a întâlnit-o pentru prima dată pe Jeanne Cuchet, prima sa victimă cunoscută, cu mai mult de un an înainte de a achiziționa carnetul. De asemenea, declarațiile martorilor au dovedit că Landru nu a consemnat toate întâlnirile planificate și improvizate cu femei în ultimii ani ai războiului, chiar și după ce a început să țină note detaliate în carnet în vara anului 1916. Landru a pretins că lista era doar o modalitate de a-și aminti de clienții de la care cumpărase mobilă în calitate de comerciant second-hand, însă acest lucru este cu siguranță fals. Pe baza mărturiilor martorilor și a probelor medico-legale, se crede că Landru nu a înregistrat toate victimele sale pe listă, inclusiv cele necunoscute.
Cele nouă victime cunoscute ale lui Landru, după Jeanne și André Cuchet, au locuit toate în Paris. În ordinea presupusei date a asasinării lor, acestea au fost următoarele:
- Thérèse Laborde-Line, în vârstă de 46 de ani (Vernouillet, iunie 1915), a fost una dintre victimele lui Landru. Născută în Argentina, ea era o văduvă divorțată și șomeră, fără niciun sprijin familial – fiul ei era funcționar poștal și îi era înstrăinat, la fel și nora sa. Acest lucru a făcut-o vulnerabilă și a determinat-o să răspundă anunțului pentru inimi singuratice, publicat de Landru în ziarul cu mare tiraj Le Journal, în mai 1915.
- Marie-Angélique Guillin, în vârstă de 52 de ani (Vernouillet, august 1915), a fost o altă victimă a lui Landru. Era o menajeră văduvă și pensionată, care locuia în apropierea Gare de Lyon din Paris. Aceasta a moștenit o sumă substanțială de bani de la ultimul său angajator. Guillin a răspuns la anunțul lui Landru din 1 mai 1915, care căuta inimi singuratice, și a crezut în povestea lui despre faptul că era următorul consul general în Australia și avea nevoie de o soție care să găzduiască recepții diplomatice.
- Berthe Héon, în vârstă de 55 de ani (Gambais, decembrie 1915), o altă victimă a lui Landru. Originară din Le Havre, aceasta trăia din munca de femeie de serviciu și a suferit multe pierderi în viață, printre care soțul, iubitul de lungă durată, cei doi copii legitimi și fiica nelegitimă la naștere. Héon l-a întâlnit pe Landru în vara anului 1915, probabil prin intermediul unui al doilea anunț pentru inimi singuratice publicat de acesta în ziarul Le Journal. Landru s-a pretins a fi un om de afaceri și a declarat că era în căutarea unei soții care să-l urmeze în „frumoasa colonie” din Tunisia.
- Anna Collomb, în vârstă de 44 de ani (Gambais, decembrie 1916). Aceasta era o văduvă atrăgătoare și inteligentă, care lucra ca dactilografă la o companie de asigurări din Paris. După moartea soțului ei alcoolic și falimentar cu zece ani înainte, ea avusese o serie de iubiți. Se presupune că a răspuns la anunțul lui Landru din 1 mai 1915, care căuta inimi singuratice, probabil pentru a găsi un tată vitreg pentru fiica ei nelegitimă. Se spune că aceasta a fost dată în grija unor călugărițe din Italia, însă poliția nu a reușit niciodată să o găsească.
- Andrée Babelay, în vârstă de 19 ani (Gambais, aprilie 1917). Aceasta era o tânără vorbăreață și plină de viață, care lucra ca dădacă și era posibil o prostituată ocazională. Landru a cunoscut-o într-o seară în metroul din Paris și a reușit să o agațe. Babelay a petrecut următoarele zece zile locuind cu Landru într-o cameră închiriată de acesta în apropiere de Gare du Nord din Paris. Apoi, ea a petrecut încă două săptămâni în casa închiriată de Landru lângă Gambais, unde a fost văzută de un paznic de pădure local învățând să meargă pe bicicletă.[17]
- Célestine Buisson, în vârstă de 47 de ani (Gambais, septembrie 1917). Aceasta era o femeie casnică, încrezătoare, dar semianalfabetă, care a răspuns la anunțul lui Landru din ziarul Le Journal din 1 mai 1915 privind inimile singuratice. Născută în sud-vestul Franței, Buisson era o văduvă care lucra ca menajeră și se simțea singură după mobilizarea singurului ei fiu, care era nelegitim. Landru, care se dădea drept Georges Frémyet, s-a „logodit” imediat cu Buisson, dar a amânat căsătoria mai bine de doi ani, invocând documente de identitate pierdute și lungi „călătorii de afaceri” în străinătate.
- Louise Jaume, în vârstă de 38 de ani (Gambais, noiembrie 1917). Aceasta era o catolică devotată, care lucra ca vânzătoare la un magazin de îmbrăcăminte și care a răspuns la un anunț pentru persoane singure, publicat de Landru într-un ziar conservator, după ce a decis să divorțeze de soțul ei înstrăinat. Jaume a refuzat inițial să se culce cu Landru, pe care îl cunoștea ca „Lucien Guillet”, un refugiat din regiunea Ardenilor ocupată de germani. Cu toate acestea, Landru a reușit să-i înfrângă rezistența și apoi a dus-o în Gambais cu un bilet de tren dus-întors, după ce au participat amândoi la o slujbă la bazilica Sacré Cœur din Paris.
- Anne-Marie Pascal, în vârstă de 37 de ani (Gambais, aprilie 1918). Aceasta a fost poreclită „Mme Sombrero” de către vecinii de pe strada de lângă cimitirul Père Lachaise, unde locuia și lucra, confecționând rochii pentru o casă de modă din Paris, datorită pălăriilor sale cu boruri largi. Pascal era divorțată și fără copii, după ce și-a pierdut singurul fiu în copilărie. Aceasta căuta un așa-numit „vieux monsieur” („tătic de zahăr”) în septembrie 1916, când a văzut anunțul lui Landru pentru inimi singure în cotidianul de seară La Presse din Paris.[18]
- Marie-Thérèse Marchadier, în vârstă de 37 de ani (Gambais, ianuarie 1919). Aceasta era o prostituată de carieră și o figură cunoscută pe strada din fața apartamentului său de pe Rue Saint-Jacques din Paris, unde îi plăcea să își plimbe cei doi iubiți câini grifoni belgieni. Acuzarea susține că Landru a întâlnit-o pentru prima dată pe Marchadier, care era puternic îndatorată, în octombrie 1918, după ce aceasta a publicat un anunț pentru a-și vinde mobila. Dovezile circumstanțiale sugerează că ar fi putut să o întâlnească cu câțiva ani mai devreme în portul Le Havre sau în orașul de provincie Beauvais.[19]

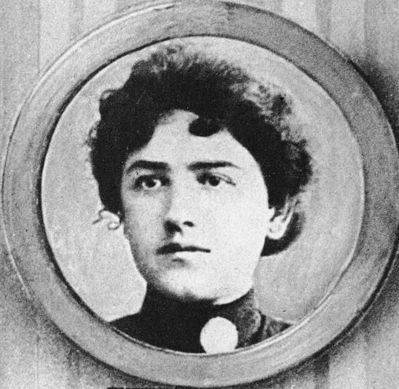
Jeanne Cuchet.
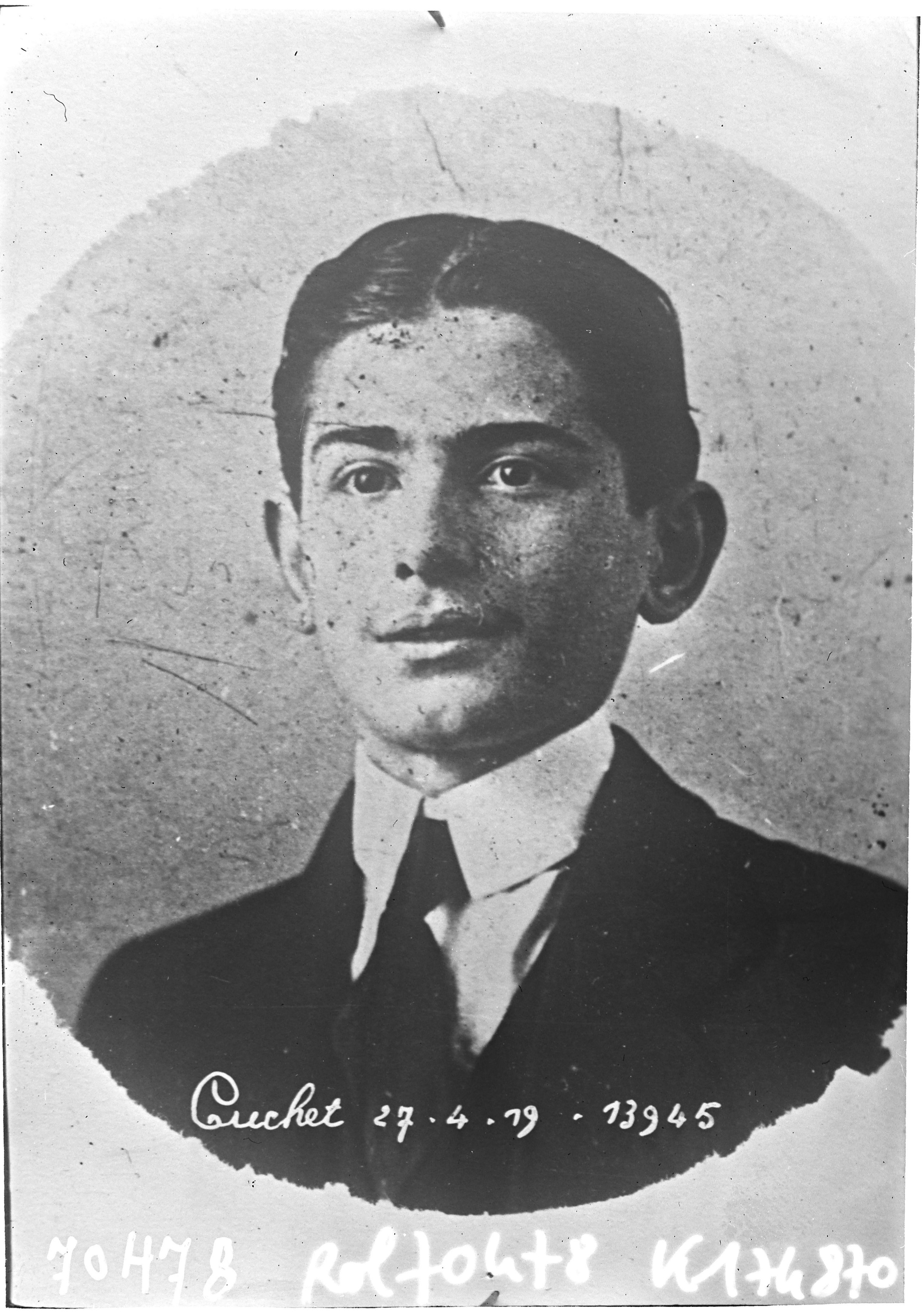
André Cuchet.
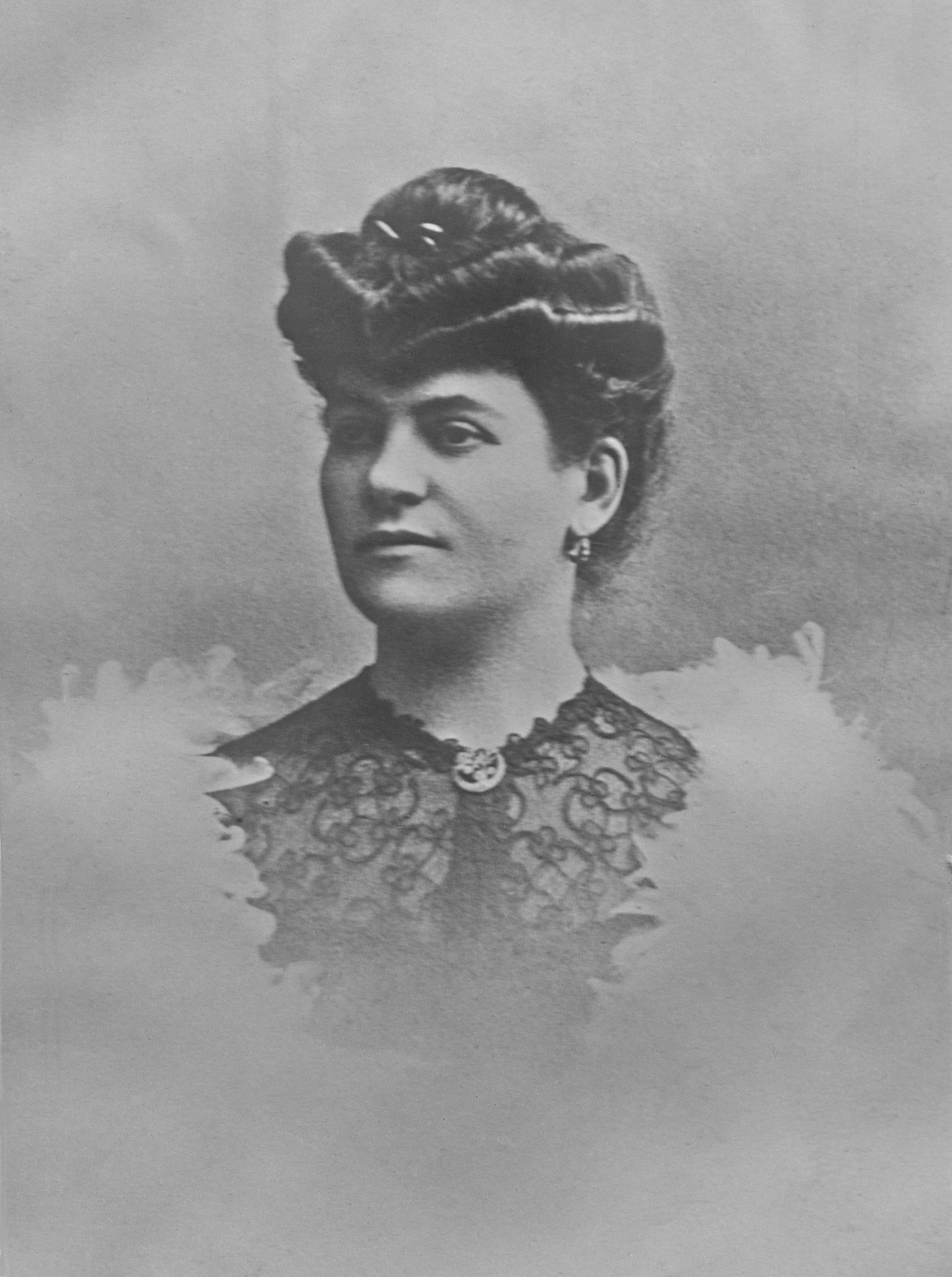
Thérèse Laborde-Line.
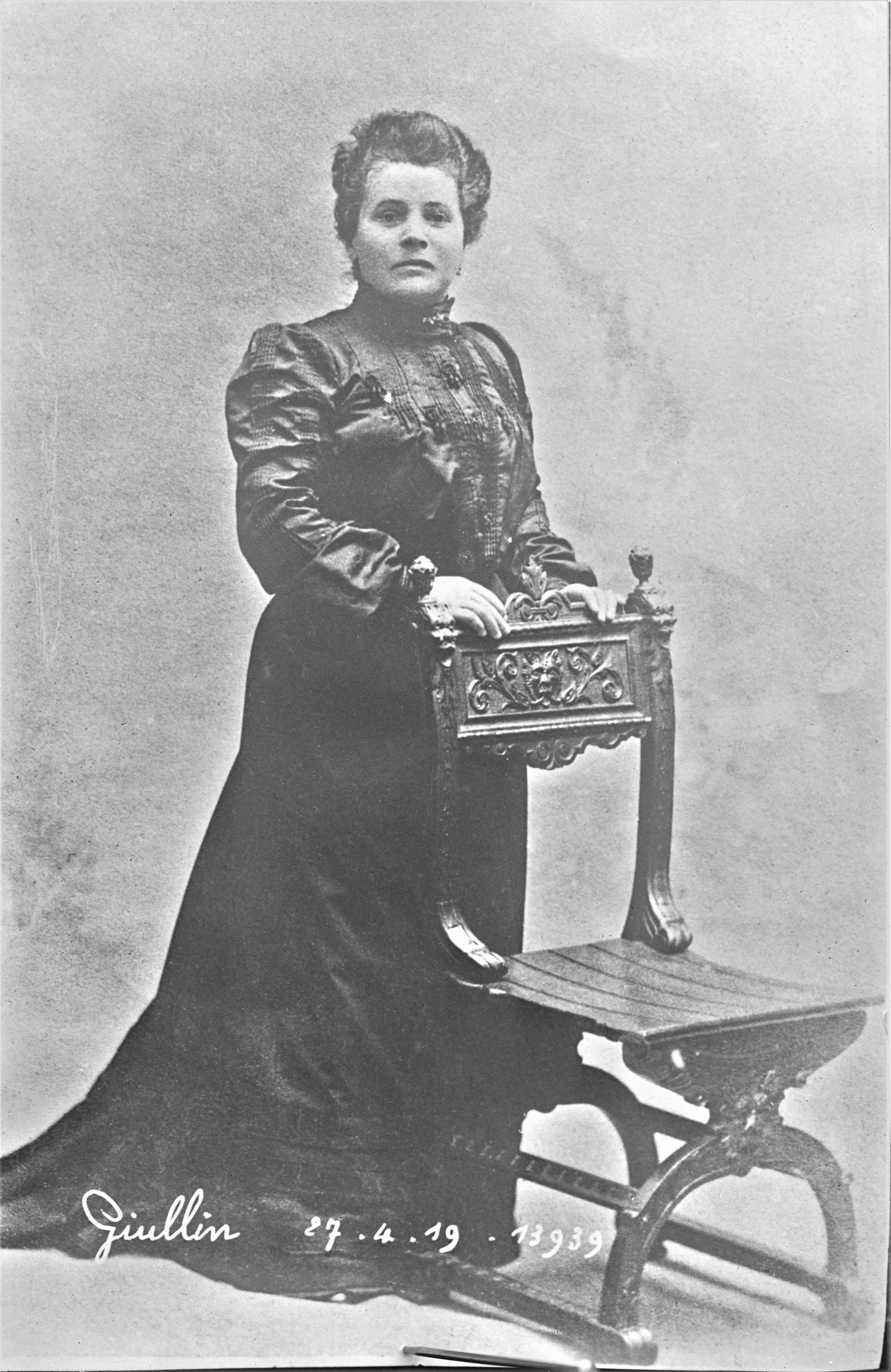
Marie-Angélique Guillin.
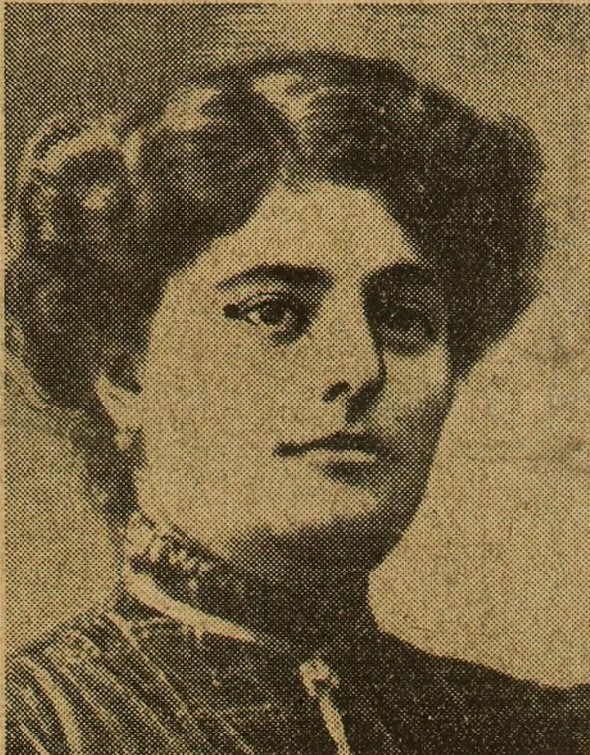
Berthe Héon.
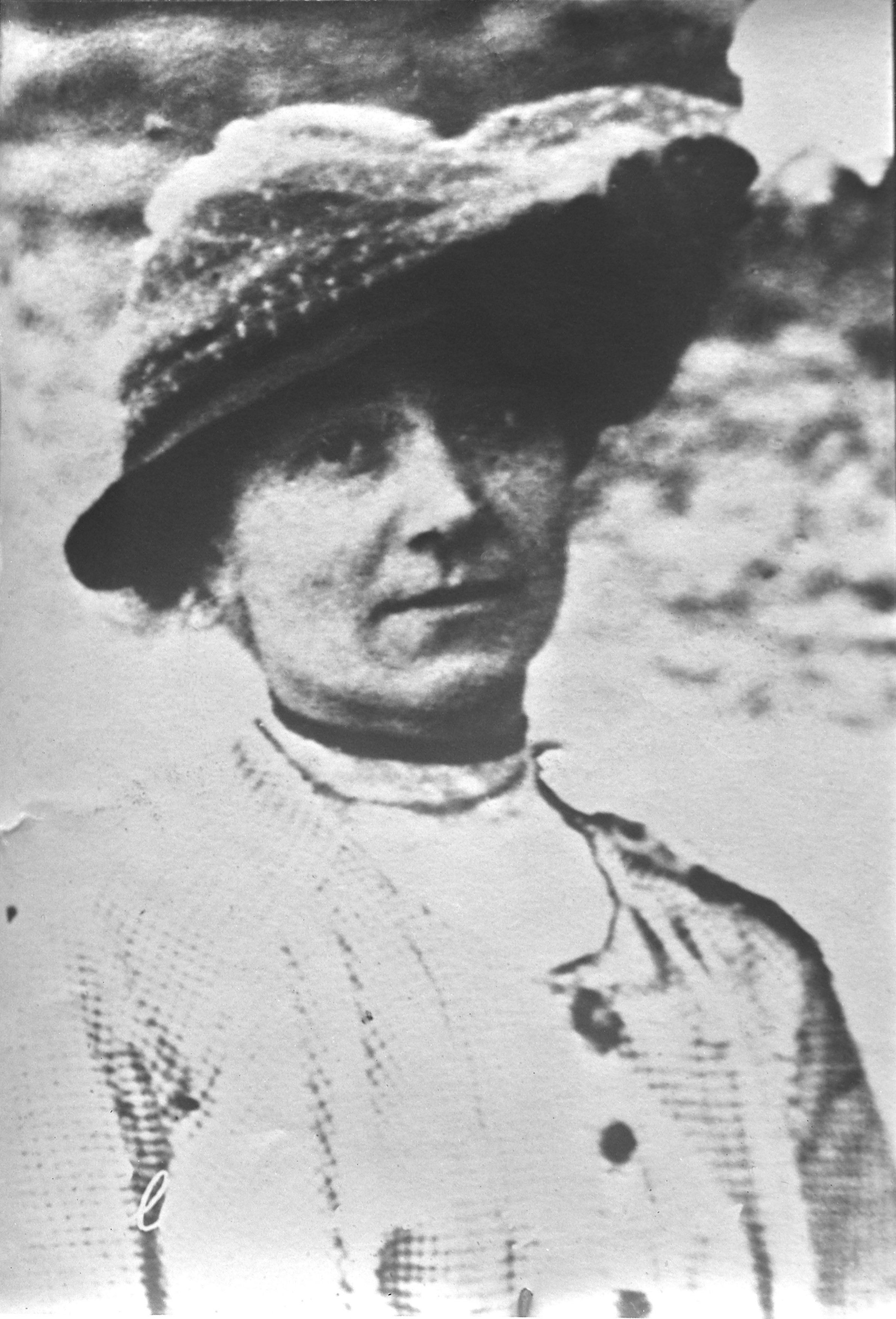
Anna Collomb.
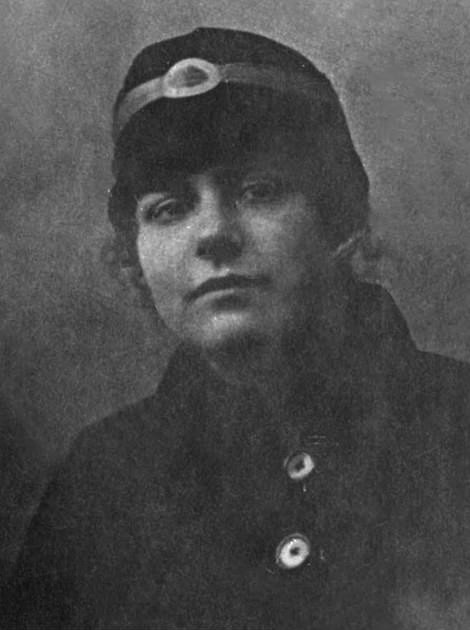
Andrée-Anne Babelay.
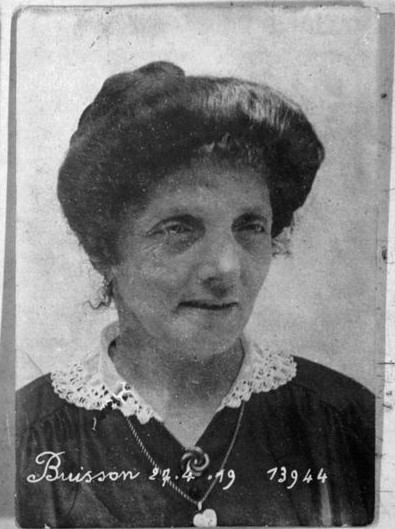
Célestine Buisson.
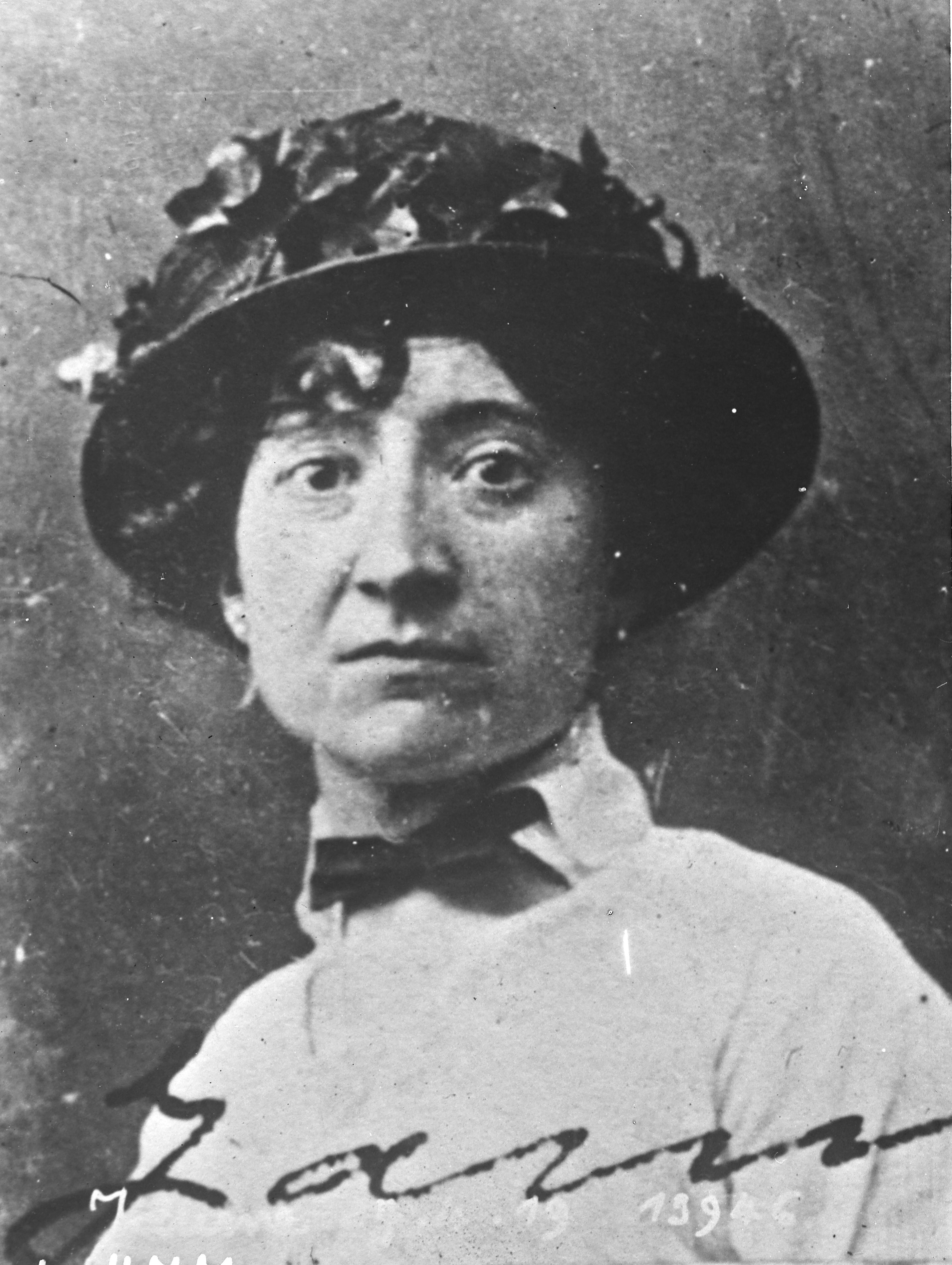
Louise-Joséphine Jaume.
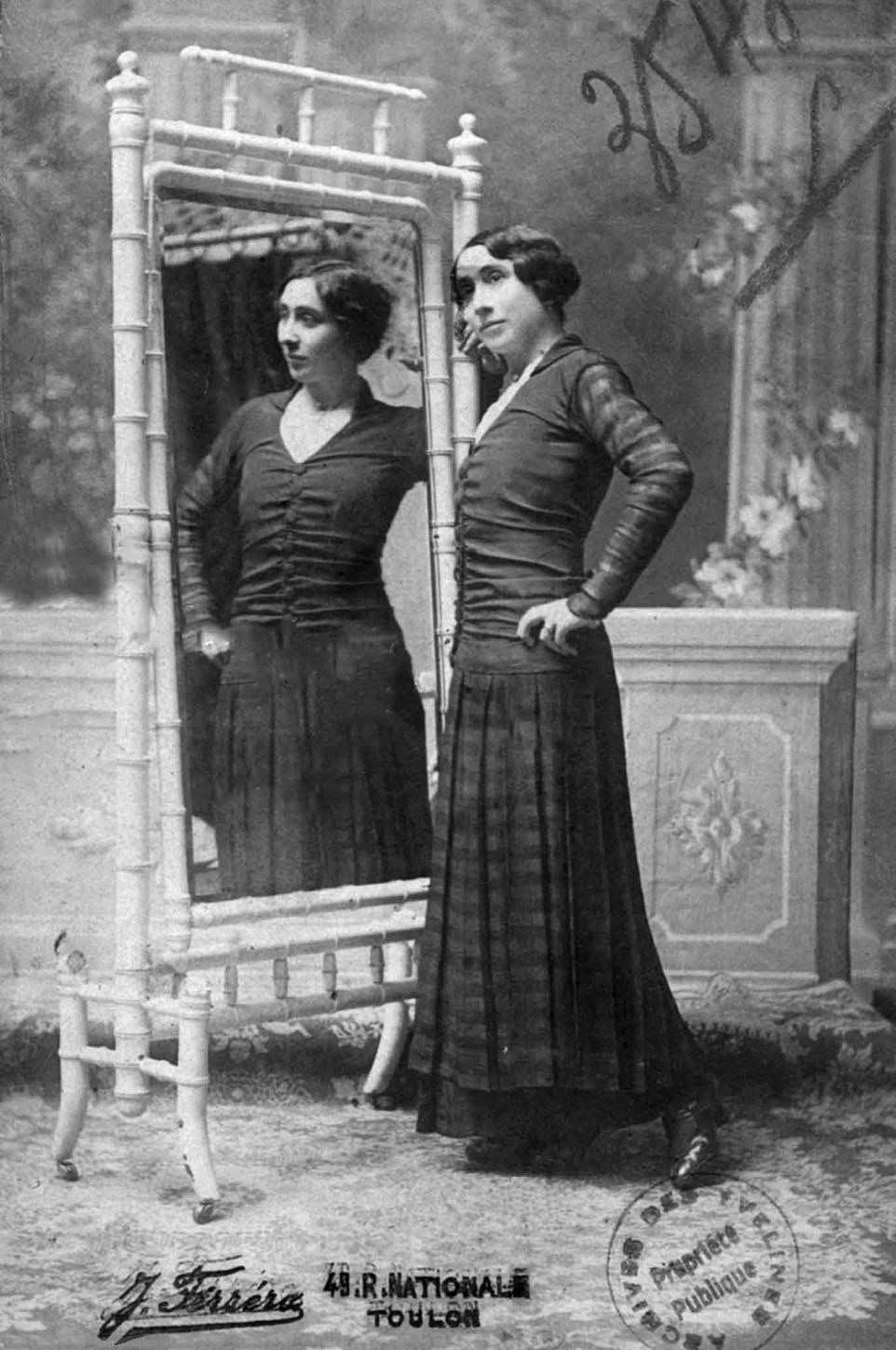
Anne-Marie Pascal.
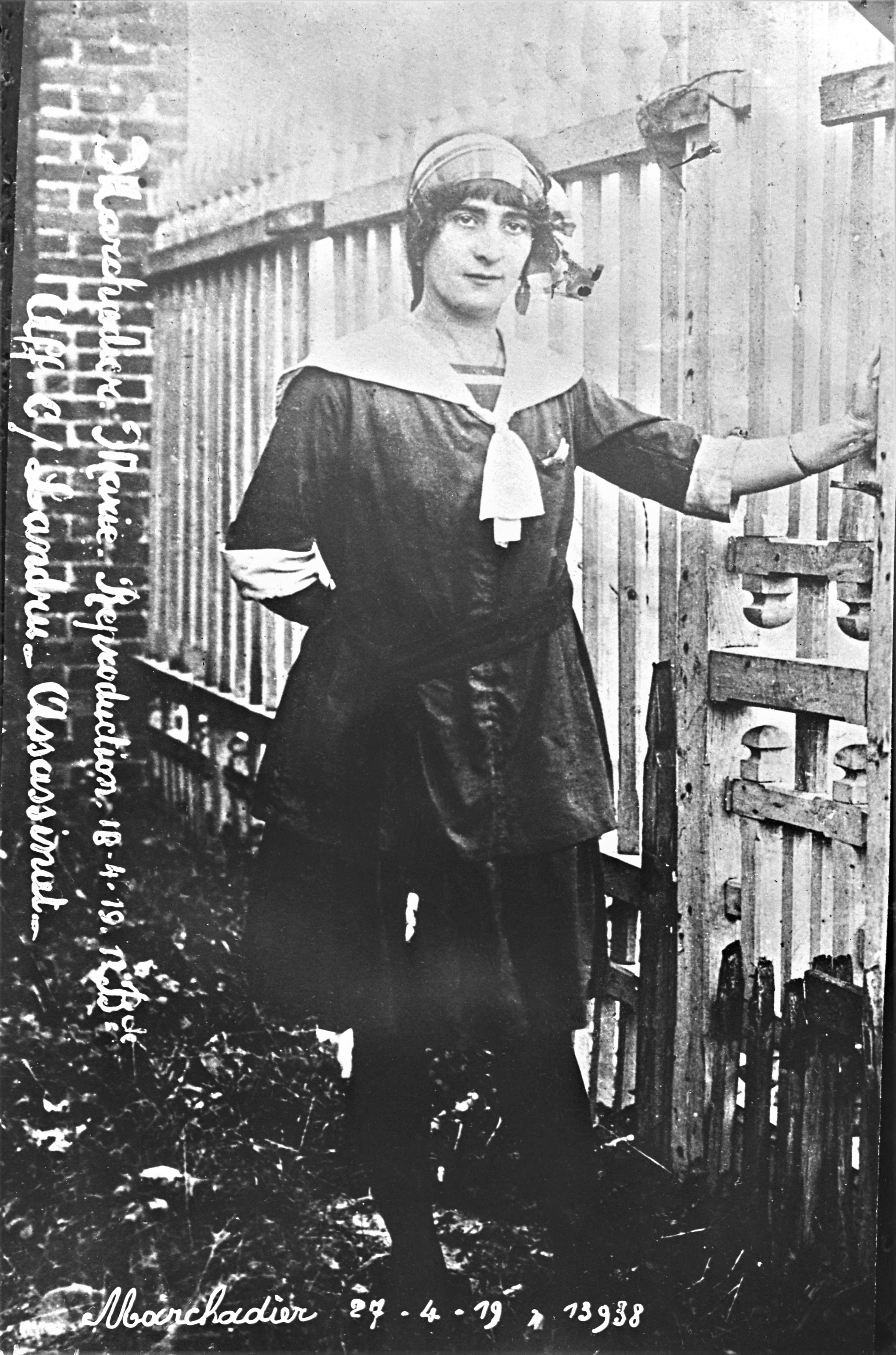
Marie-Thérèse Marchadier.

### Urmărirea și arestarea
Landru a reușit să evite capturarea în timpul războiului din trei motive principale. Primul a fost războiul în sine, care a sărăcit forța de poliție civilă a Franței, deoarece ofițerii de vârstă militară au fost mobilizați și trimiși pe front. În Vernouillet, unde Landru și-a închiriat prima casă din decembrie 1914 până în august 1915, exista doar un singur jandarm pentru întregul oraș. În Gambais, unde Landru și-a închiriat cea de-a doua casă din decembrie 1915 până la arestarea sa, exista un singur jandarm în vârstă de 70 de ani, staționat în sat, și un singur jandarm călare în târgul Houdan, la o distanță de 6,4 km.
În al doilea rând, soția și cei patru copii ai lui Landru au știut unde se află acesta pe tot parcursul războiului și l-au protejat de poliție. Cel mai tânăr fiu al lui Landru, Charles, născut în 1900, a lucrat ca „ucenic” al acestuia, ajutându-l pe Landru să scoată mobila și alte bunuri din apartamentele a cel puțin cinci dintre victimele sale cunoscute și, în cele din urmă, acționând ca șofer al tatălui său. Fiul său cel mare, Maurice, născut în 1894, a fost mobilizat în vara anului 1915 și a fost ulterior arestat pentru diverse fraude și furturi, inclusiv pentru primirea și vânzarea de obiecte de valoare de la Landru care aparținuseră primei sale victime cunoscute, Jeanne Cuchet. După ce a fost eliberat din închisoare, Maurice l-a ajutat pe Landru să inventeze o poveste de acoperire pentru a explica dispariția celei de-a șasea victime cunoscute a sa, Anna Collomb, în fața unuia dintre prietenii Annei. Între timp, soția lui Landru a trăit cea mai mare parte a războiului în suburbia Clichy din nord-vestul Parisului, sub numele fals „Frémyet” (unul dintre pseudonimele lui Landru), într-un apartament în care era văzută intrând și ieșind la intervale regulate. Soția lui Landru a falsificat semnătura celei de-a opta victime cunoscute a lui Landru, Célestine Buisson, pentru a avea acces la contul bancar al acesteia, și s-a dat drept a noua victimă cunoscută, Louise Jaume, în același scop.
În cele din urmă, Landru a beneficiat de indiferența polițiștilor și a oficialităților sătești față de soarta femeilor, într-o perioadă în care sute de mii de tineri își pierdeau viața pe front. Într-adevăr, se poate spune că Landru ar fi putut să nu fie arestat niciodată fără insistența unei alte femei, Marie Lacoste, care a forțat autoritățile să investigheze bărbatul suspect care a închiriat Vila Tric din Gambais. Aceasta a reușit să convingă poliția locală să verifice casa, unde au fost găsite oase și cenușă, iar Landru a fost arestat în cele din urmă în aprilie 1919.

### Urmărirea lui Landru de către Marie Lacoste
Marie Lacoste, tânăra soră vitregă a lui Célestine Buisson, era o femeie necăsătorită care își desfășura activitatea ca menajeră. Încă de la prima întâlnire cu Landru, cunoscut și ca George Frémyet, în apartamentul lui Buisson în vara anului 1915, ea nu l-a plăcut. În decursul următorilor doi ani, Lacoste a început să aibă suspiciuni legate de caracterul logodnicului lui Buisson, pe care îl considera un escroc matrimonial, care încerca să pună mâna pe economiile naivei fete. Aceste bănuieli ale lui Lacoste au fost confirmate în timpul unei vizite la Villa Tric, petrecută în august 1917, când Buisson a recunoscut că „Frémyet” se ocupase de gestionarea investițiilor ei. În ciuda sfatului dat de Lacoste, Buisson a refuzat să pună capăt relației cu „Frémyet”, iar cele două surori aproape că nu-și mai vorbeau când s-au întors la Paris. În ziua următoare, Landru a dus-o pe Buisson înapoi la Gambais, plătind un bilet de tren dus-întors. După acea călătorie, fata nu a mai fost văzută niciodată. În anul următor, Lacoste a decis să se îndepărteze emoțional de Buisson, considerând că sora ei vitregă era prea jenată să mai dorească o relație cu ea, după ce a căzut în mrejele unui escroc. Însă, în decembrie 1918, Lacoste a primit o scrisoare care a declanșat o reacție hotărâtă din partea ei. Fiul lui Buisson, care rămăsese orb în timpul războiului, încerca să o contacteze pe Buisson pentru a-i cere împrumut bani în urma unui „accident grav”. Cum Buisson nu i-a răspuns la solicitare, fiul său i-a cerut ajutorul lui Lacoste pentru a interveni în numele său.
Lacoste a mers la vechiul apartament al lui Buisson, unde portarul i-a dezvăluit că aceasta fusese văzută ultima dată acolo în vara anului 1917, și că cel puțin o altă femeie fusese văzută petrecând noaptea în apartament cu „Frémyet”, înainte ca acesta să plătească chiria și să plece. Această informație a provocat o panică totală în mintea lui Lacoste, care a ajuns la concluzia că Landru îi ucisese probabil pe Buisson și că plănuia să o omoare și pe ea. 
Lacoste a acționat rapid și a întocmit un dosar detaliat pentru poliție, în care a inclus descrierea fizică a lui Landru, mișcările sale cunoscute cu Buisson din 1915, locația și designul casei sale de lângă Gambais, furturile sale din conturile bancare ale lui Buisson, cărțile poștale falsificate după dispariția ei și invitațiile false la cină. Ea a decis să meargă la secția de poliție locală din Paris în data de 11 ianuarie 1919, însoțită de o colegă pe nume Laure Bonhoure, care îl văzuse pe Landru când acesta vizitase casa în care lucrau. 
La secție, un ofițer de poliție i-a spus lui Lacoste că trebuie să contacteze autoritățile din Gambais, unde Buisson dispăruse. A doua zi, Lacoste i-a scris primarului din Gambais în cea mai bună franceză formală pe care o știa, uitând de punctele de suspensie în timp ce se grăbea: 
„În comuna dumneavstră aveți o casă situată aproximativ la 100 de metri de biserică, numită Maison Tric, a cărei proprietar nu îl cunosc, dar care a fost închiriată în 1917 unui bărbat în jur de 40 de ani, cu o barbă lungă și brună și care se numește Monsieur Frémyet. Acest domn a locuit în această casă o bună parte din vara anului 1917 cu o femeie în vârstă de aproximativ 45-50 de ani, cu ochi albaștri și păr castaniu și înălțime medie.”
Deși primarul a negat că Célestine Buisson sau un bărbat numit Frémyet ar fi locuit la Maison Tric, el a recunoscut că bărbatul descris cu exactitate de Lacoste, sub numele de Frémyet, era de fapt Raoul Dupont, un alt pseudonim folosit de Landru. Cu toate acestea, primarul îl pusese pe Lacoste în legătură cu Victorine Pellat, sora mai mică a celei de-a șasea victime, Anna Collomb, care făcuse o anchetă identică despre Collomb în 1917. 

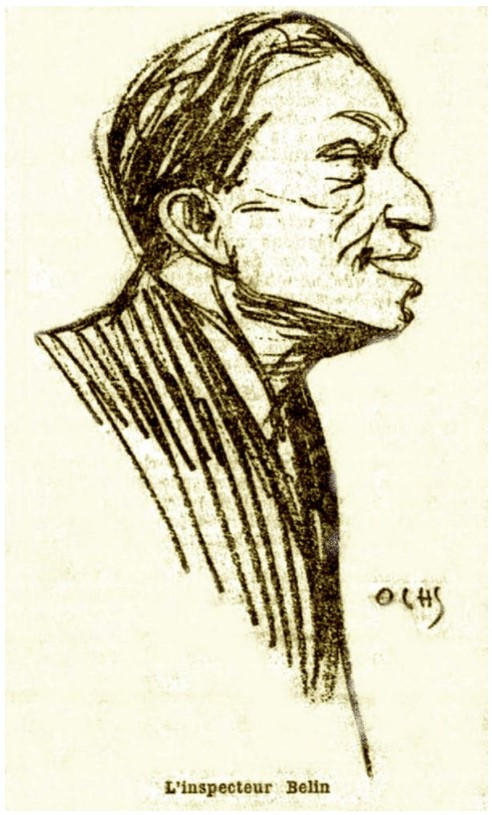
Inspectorul Jules Belin

Lacoste și Pellat au decis să depună două plângeri separate pentru persoane dispărute la procuratura din departamentul Seine-et-Oise, unde se afla Gambais. Cazurile au ajuns în cele din urmă la inspectorul Jules Belin de la brigada mobilă din Paris, care a preluat investigația. 
Belin a interogat atât pe Pellat, cât și pe Lacoste și a preluat majoritatea cercetărilor lor pentru un raport intern al poliției, în care, în mod fraudulos, și-a atribuit meritele pentru capturarea lui Landru. În realitate, Landru a fost capturat datorită unei întâmplări fericite care l-a adus în calea Laurei Bonhoure, prietena lui Lacoste, pe 11 aprilie 1919, când aceasta l-a zărit pe Landru în timp ce făcea cumpărături cu amanta sa Fernande Segret într-un magazin de veselă de pe Rue de Rivoli. Bonhoure a încercat să îl urmărească pe Landru după ce acesta a părăsit magazinul, dar temându-se că acesta a recunoscut-o, a fugit acasă pentru a-i spune lui Lacoste. Lacoste, la rândul său, a contactat imediat pe Belin cu privire la descoperirea sa. Belin a recuperat cartea de vizită pe care Landru, sub numele „Lucien Guillet”, a dat-o unui vânzător și s-a deplasat la adresa indicată: 76 Rue de Rochechouart, în apropiere de Gare du Nord. Cu toate acestea, Belin avea doar un mandat de arestare pentru un bărbat pe nume „Frémyet”, astfel că a decis să se întoarcă acasă pentru noapte.
Pe 12 aprilie, în jurul prânzului, Belin s-a întors împreună cu doi colegi ofițeri și un mandat nou redactat și l-a arestat pe Landru, care tocmai se întorcea de la agățarea unei femei în metrou.

## Ancheta (aprilie 1919 – noiembrie 1921)
Încă din momentul arestării, când a refuzat să-și confirme identitatea, Landru a fost un suspect formidabil de încăpățânat. În timpul numeroaselor interogatorii din 1919 și 1920, el a protestat în mod repetat împotriva acuzațiilor aduse împotriva lui, susținând cu tărie nevinovăția sa și întrebând de ce ar fi ucis femeile, dacă acestea erau „prietenele” sale.
La început, judecătorul de instrucție Gabriel Bonin a fost încrezător că va putea închide cazul în câteva zile, după descoperirea, la 29 aprilie 1919, a unor fragmente infime de resturi de oase umane carbonizate, sub un strat de frunze, în grădina din spate a casei lui Landru, din Gambais. Cu toate acestea, descoperirea a fost mult mai problematică decât părea la prima vedere. Pe parcursul anchetei, Bonin s-a confruntat cu o serie de enigme interconectate, aparent fără soluție.

### Dovezi de crimă

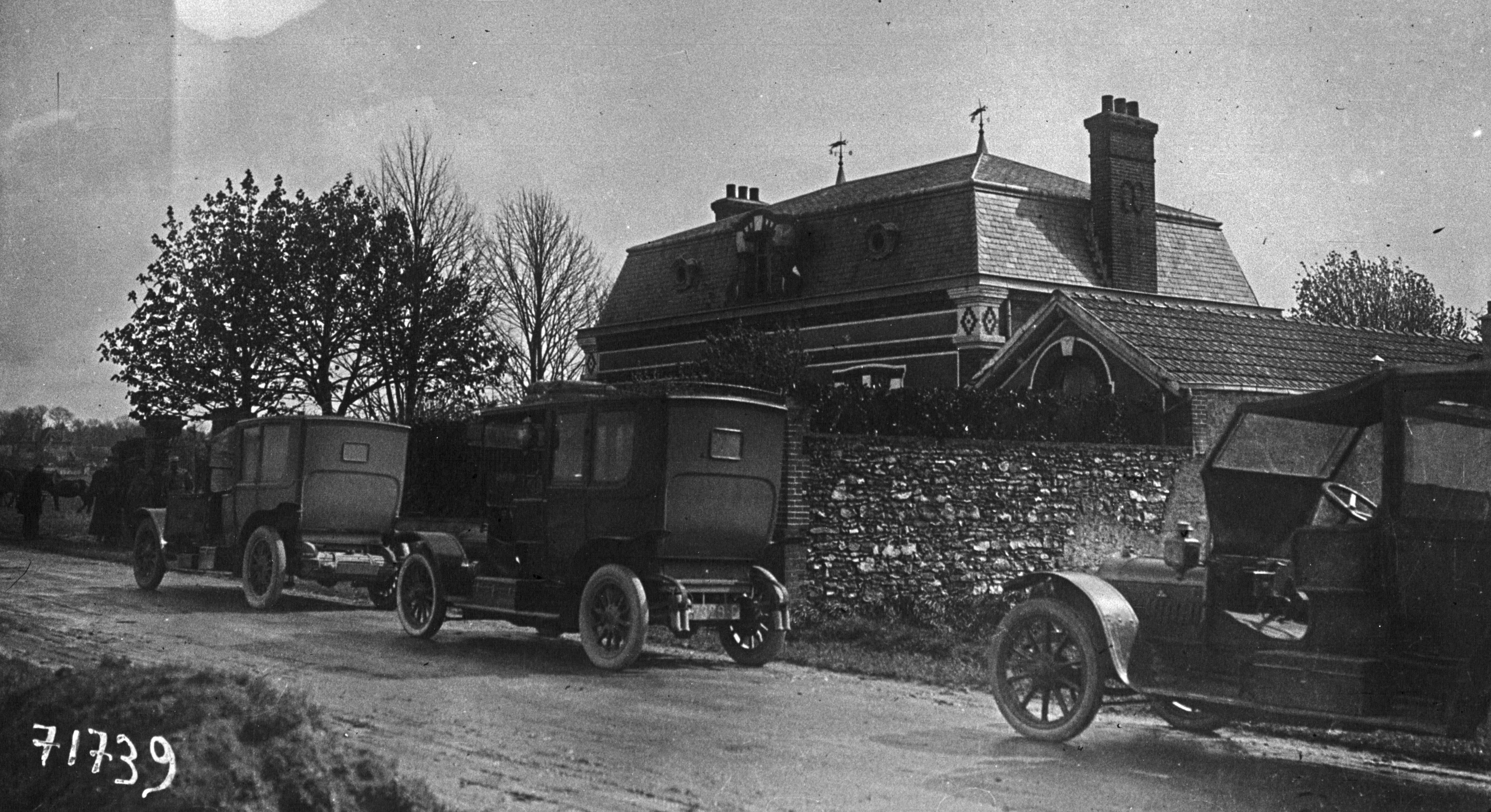
Villa Tric în timpul percheziției din 1919.

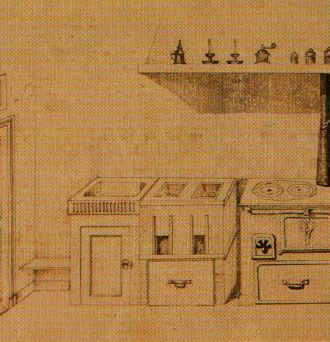
Desenul cuptorului în care se spune că Landru și-a ars victimele (realizat de Landru însuși).

În săptămânile care au urmat arestării, poliția a adunat dovezi copleșitoare că acesta a furat active financiare și bunuri de la cele 10 femei dispărute, conform listei din carnetul său. Landru a păstrat prada pe care nu a reușit să o vândă într-un garaj din Clichy și în diferite depozite din Paris, împreună cu dosarele a zeci de femei pe care le contactase în timpul războiului prin intermediul anunțurilor de tip „Inimi singuratice” și al agențiilor matrimoniale. 
Cu toate acestea, ceea ce lipsea poliției erau dovezile directe ale crimei, în afară de resturile de oase carbonizate descoperite la Gambais. Aceste fragmente s-au dovedit a fi „un adevărat puzzle”, potrivit doctorului Charles Paul, directorul laboratorului poliției din Paris. Paul și colegii săi au reușit să stabilească doar că resturile proveneau de la trei sau mai multe schelete. Ei nu au putut determina cu certitudinedacă scheletele erau de sex feminin, deoarece nu existau oase pelvine. În plus, criminaliștii nu au putut confirma că fragmentele proveneau de la trei sau mai multe dintre femeile despre care se știa că au dispărut la Gambais.
Deși Paul a evitat să facă speculații în raportul său privind resturile, era posibil ca fragmentele să provină de la scheletele arse ale altor victime necunoscute, pe care Landru le-ar fi ucis la Villa Tric. Această posibilitate a fost întărită de o mărturie specială a unui martor, un medic militar care l-a observat pe Landru aruncând un pachet greu într-un iaz din apropierea Gambais, la sfârșitul primăverii sau la începutul verii anului 1916. Medicul nu a depus mărturie la procesul lui Landru, invocând boala, dar acuzarea a recunoscut că observația sa nu se potrivea cu cronologia disparițiilor cunoscute, la aproximativ șase luni după presupusa ucidere a celei de-a cincea logodnică cunoscută a lui Landru și cu șase luni înainte de moartea următoarei victime din rechizitoriu.

### Complicitatea familiei Landru
În măsuri diferite, soția și cei patru copii ai lui Landru au fost complici în protejarea lui Landru de poliție în timpul războiului și în complicitatea la furturile sale de la femeile dispărute. Cu toate acestea, nu există nicio dovadă că vreunul dintre ei a fost implicat în crimele sale.
Cel mai tânăr fiu al său, Charles, între 1914 și 1919, l-a ajutat pe Landru să elibereze cinci dintre apartamentele femeilor după ce acestea au dispărut. La două zile după arestarea lui Landru, Charles a recunoscut că l-a ajutat pe tatăl său cu „lucrări de grădinărit” inexplicabile la casa lui Landru din Vernouillet în ianuarie 1915, cam în perioada în care Jeanne și André Cuchet au dispărut.
Fiul cel mare, Maurice, a fost arestat pentru escrocherie și furturi în toamna anului 1915, la scurt timp după mobilizarea sa, și judecat de curtea marțială. Printre obiectele de valoare aflate în posesia lui Maurice se numărau bijuterii aparținând lui Jeanne Cuchet, pe care Landru i le dăruise. Maurice a negat ulterior că ar fi avut cunoștință de proveniența bijuteriilor. În ianuarie 1917, după ce a fost eliberat dintr-o închisoare militară, Maurice și-a ajutat tatăl să creeze o poveste de acoperire pentru a explica dispariția celei de-a șasea femei dispărute, Anna Collomb.
Marie Catherine, soția lui Landru, a falsificat cel puțin o semnătură a femeilor dispărute, astfel încât Landru să poată accesa economiile bancare ale victimelor sale. În timpul interogatoriului, Marie Catherine a negat inițial acuzațiile, susținând că singura ei greșeală a fost 1că și-a iubit prea mult soțul”. În cele din urmă, ea a recunoscut fapta, deși a susținut că nu a cunoscut motivul pentru care Landru a cerut să comită falsificarea.
Implicarea celor două fiice ale lui Landru, Marie și Suzanne, a fost neclară. Marie a negat că ar fi știut ceva despre activitățile tatălui său în timpul războiului, chiar dacă în august 1917 a licitat fără succes la o licitație imobiliară în Gambais, în numele lui Landru, pentru o casă de care acesta era interesat. Suzanne s-a mutat din apartamentul familiei în 1916, când s-a logodit, dar a continuat să îl viziteze pe Landru acasă, la intervale regulate.
În luna decembrie 1919, judecătorul de instrucție Bonin a dispus arestarea soției lui Landru și a lui Maurice Landru, ambii suspectați de complicitate la furturile și fraudele comise de Landru. Cu toate acestea, Bonin nu i-a acuzat oficial, iar în luna iulie a anului 1920, ambii au fost eliberați din închisoare - în cazul Mariei-Catherine, din motive medicale (avea probleme cu spatele), iar în cazul lui Maurice, pentru că Bonin a decis că menținerea sa în închisoare nu ar fi fost utilă pentru anchetă. Este posibil că Bonin a ajuns la concluzia că un juriu ar fi avut dificultăți în a crede că Marie-Catherine și Maurice nu știau nimic despre crime, întrucât erau implicați în mod clar în furturile lui Landru. Aceasta ar putea fi cea mai plauzibilă explicație pentru faptul că Bonin nu l-a arestat niciodată pe fiul cel mic, Charles.

### Lacunele cazului
În luna decembrie, Bonin a prezentat cazul împotriva lui Landru, deși redactat de un alt avocat din cauza altor angajamente ale lui Bonin. Premisa centrală a acuzării sale era că toate crimele au fost comise în circumstanțe identice și din același motiv: câștig financiar. Potrivit narațiunii lui Bonin, Landru a acționat singur, ucigându-și victimele după ce le-a furat bunurile, pentru a le împiedica să îl denunțe la poliție.
Cu toate acestea, cazul era plin de defecte. În special:
- Registrele bancare arătau că prima femeie care a dispărut, Jeanne Cuchet, era aproape falită.[38] În plus, Landru avea bani din ultima sa escrocherie când a întâlnit-o pe Jeanne.[39] El a fost cel care a susținut-o financiar.
- Cele mai multe dintre celelalte nouă femei erau sărace sau aproape nevoiașe. Doar trei femei (Marie-Angélique Guillin, Anna Collomb și Célestine Buisson) aveau economii semnificative.

Opinia lui Bonin cu privire la starea psihiatrică a lui Landru a fost contradictorie. Pe de o parte, Bonin l-a descris pe Landru ca pe un monstru uman înzestrat cu o „energie sălbatică”. Pe de altă parte, Bonin a stabilit că Landru nu era „deloc dereglat” și, prin urmare, era apt din punct de vedere mental pentru a fi judecat. Bonin și-a bazat concluzia pe diagnosticul acelorași trei psihiatri care îl examinaseră pentru prima dată pe Landru în 1904 și care îl găsiseră „la granița nebuniei”. În 1920, medicii și-au revizuit opinia, susținând că Landru era „complet normal” și responsabil pentru acțiunile sale. Cu toate acestea, nu au prezentat nicio dovadă clinică substanțială pentru a-și susține noul diagnostic, care a fost probabil rezultatul presiunii exercitate de Bonin pentru a-l aduce pe Landru în fața instanței, mai degrabă decât să-l trimită spital de nebuni.

## Procesul (7–30 noiembrie 1921)

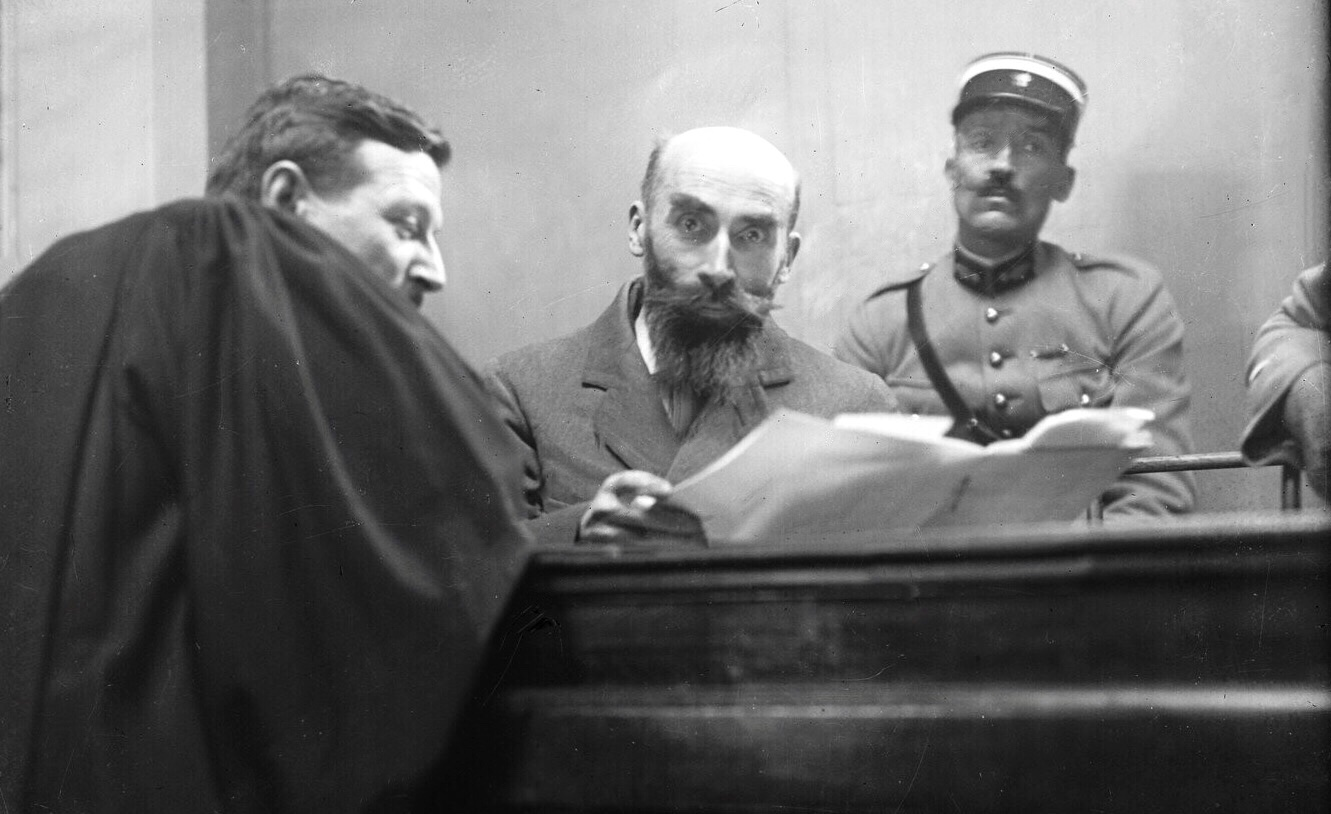
Landru în timpul procesului.

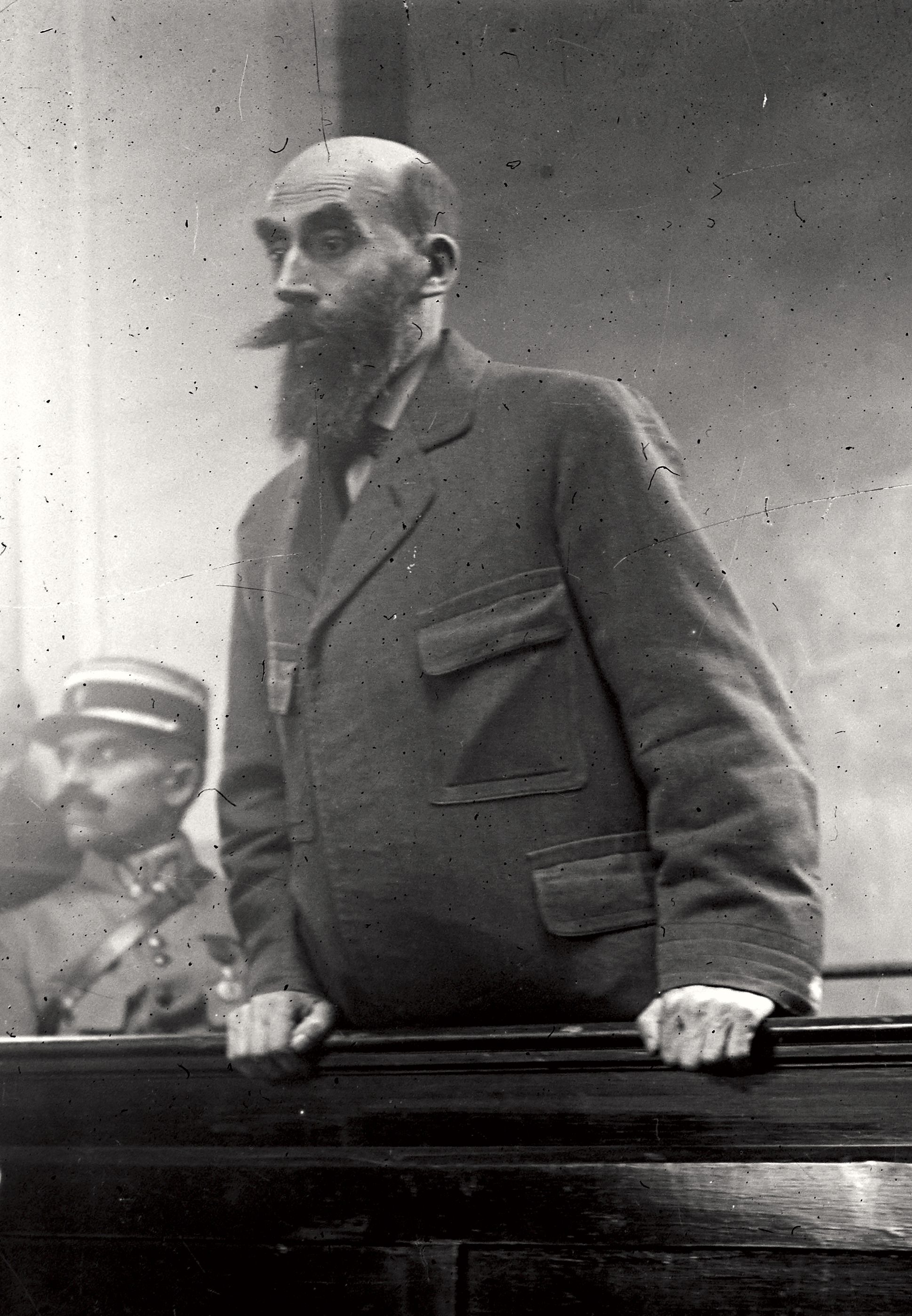
Landru în timpul procesului.

Landru a fost judecat în cele din urmă la Versailles, în noiembrie 1921, după ce și-a epuizat apelurile împotriva condamnărilor anterioare. Alegerea locației, Versailles, a fost un compromis între autoritățile din departamentul Seine-et-Oise, unde se presupunea că Landru ar fi comis crimele, și sistemul judiciar din Paris, unde locuiau victimele sale. Judecătorul care a prezidat procesul, Maurice Gilbert, făcea parte din sistemul judiciar din Paris. Gilbert a permis fotografilor să facă fotografii în timpul fiecărei sesiuni, o decizie care a contribuit la alimentarea atmosferei senzaționale din jurul mult așteptatului proces al „Barbă Albastră din Gambais”.
Desfășurarea procesului a fost reflectată în mod saturat de ziare, ceea ce a atras trenuri pline de spectatori din Paris. Printre celebritățile care au venit să îl urmărească pe Landru s-au numărat regina teatrului muzical francez, Mistinguett, actorii Maurice Chevalier și Sacha Guitry, scriitorul Rudyard Kipling și romanciera Colette. În timpul procesului, posibilitatea achitării lui Landru pentru acuzațiile de crimă părea să crească, iar procedurile au devenit adevărate spectacole publice. Pe măsură ce procesul a avansat, sala de judecată de la Versailles a fost înghesuită cu până la 500 de spectatori, dublu față de capacitatea sa. La finalul procesului, Gilbert a pierdut orice control asupra publicului, iar acesta a devenit din ce în ce mai zgomotos și agitat. 

### Argumentele apărării și ale acuzării
Avocatul apărării lui Landru, Vincent de Moro Giafferri, era considerat cel mai faimos avocat de procese din Franța și avea 43 de ani. Cu toate acestea, el își disprețuia clientul și credea că acesta era nebun. Deși Moro era un adversar pasionat al pedepsei cu moartea, el nu credea că acuzarea ar putea dovedi cu certitudine că Landru le-a ucis pe cele 10 femei și pe un tânăr care figurau pe foaia de acuzații. Prin urmare, Moro a propus juriului să facă un târg.
Conform propunerii sale, apărarea nu va contesta acuzațiile multiple de furt și fraudă (chiar dacă Landru le nega), ceea ce ar fi fost suficient pentru a-l trimite pe Landru pentru tot restul vieții în exil cu muncă silnică în Guyana Franceză. Acesta ar fi fost un calvar care probabil l-ar fi ucis în scurt timp, având în vedere sănătatea fizică precară a lui Landru.
În încercarea de a construi această apărare, principala dificultate a lui Moro a fost să-l țină pe Landru sub control și să îl facă să tacă. În timpul interogatoriului, Landru a precizat în repetate rânduri că știa mai multe despre soarta femeilor decât era dispus să dezvăluie, aparent deoarece avusese un „pact sacru” cu ele, prin care jurase să păstreze tăcerea. Contribuind la creșterea impresiei de vinovăție, Landru a susținut în mod absurd că le urmărise pe femei prin intermediul anunțurilor „Inimi singuratice” ca mijloc de a avea acces la mobila lor, pe care dorea să o vândă. El a negat că vreuna dintre ele ar fi fost amanta sa și a insistat că lista incriminatoare de nume din carnețelul său era doar o înregistrare a clienților săi.
Cea mai bună șansă a lui Moro de a-l salva pe Landru de la ghilotină a constat în slăbiciunea generală a cazului de crimă. Potrivit argumentelor lui Moro, niciunul dintre cei 157 de martori de pe lista acuzării (dintre care aproximativ 120 au fost chemați) nu avea dovezi directe de crimă. Tot ce au putut aduce mamele, surorile și prietenele femeilor dispărute a fost dovada că Landru le-a păcălit pe cele dragi, lucru pe care apărarea nu l-a contestat. Moro a ridiculizat incompetența poliției, care nu reușise să sigileze proprietatea lui Landru de la Gambais după prima percheziție a casei și a grădinilor, când nu descoperise resturile de oase. În opinia lui Moro, era posibil ca resturile să fi fost plantate de persoane necunoscute înainte de a doua percheziție, pentru a-l incrimina pe Landru.
Principalul acuzator, Robert Godefroy, s-a luptat încă de la începutul procesului pentru a face progrese în privința lui Landru și pentru a-l împiedica pe Moro să submineze credibilitatea poliției și a martorilor criminaliști. Gilbert, judecătorul, a preluat de fapt interogatoriul lui Landru, așa cum era autorizat să facă în cadrul sistemului judiciar francez. Cu toate acestea, deși Gilbert a reușit să obțină câteva succese palpabile împotriva lui Landru - în special în ceea ce privește înregistrările din caietul său - consensul printre reporterii care au acoperit procesul a fost că rezultatul va depinde de discursurile finale ale lui Godefroy și Moro. Godefroy suferea de gripă, ceea ce l-a obligat să întrerupă discursul său din prima zi și să îl termine în după-amiaza următoare. El a enumerat opt „dovezi” care, în opinia sa, demonstrau vinovăția lui Landru dincolo de orice îndoială, de la biletele de tren dus pe care Landru le cumpărase femeilor în ultima lor călătorie cunoscută spre Gambais până la faptul că ucigașul a notat ora la care au dispărut - „ora execuției”. 
Într-un genial tur de forță, Moro s-a apucat să demonteze orice urmă de presupusă certitudine în acest caz. Cu toate acestea, nici măcar Moro nu a putut explica faptul că niciuna dintre femei nu a reapărut după arestarea lui Landru. În schimb, Moro a revenit la un scenariu scandalos, conform căruia Landru ar fi fost un proxenet care le-ar fi trimis pe femei în străinătate pentru „comerțul cu sclavi albi”. Pentru a-și susține argumentul, Moro a susținut că toate femeile fuseseră într-un fel înstrăinate de familiile lor, o afirmație care era în mod demonstrabil neadevărată în mai multe cazuri și discutabilă în altele.

### Verdictul
Verdictul juriului, pronunțat în seara zilei de 30 noiembrie 1921, după trei ore de deliberare, a fost unul dificil. Cu o majoritate de nouă voturi la trei, juriul l-a găsit pe Landru vinovat de toate cele 11 crime de pe lista de acuzații. În plus, juriul l-a condamnat în unanimitate pe Landru pentru toate acuzațiile de furt și fraudă, cu excepția celor referitoare la o adolescentă care fusese lipsită de bani. Moro a profitat de confuzia creată de verdict și a încercat să-i convingă pe jurați să semneze apelul la clemență. Cu toate acestea, această manevră a fost în zadar, deoarece Landru a refuzat să semneze documentul, susținându-și nevinovăția. „Tribunalul a făcut o greșeală”, a declarat el în fața instanței, înainte de a fi condus înapoi în celula sa. „Nu am ucis niciodată pe nimeni. Acesta este ultimul meu protest”.

## Executarea și consecințele

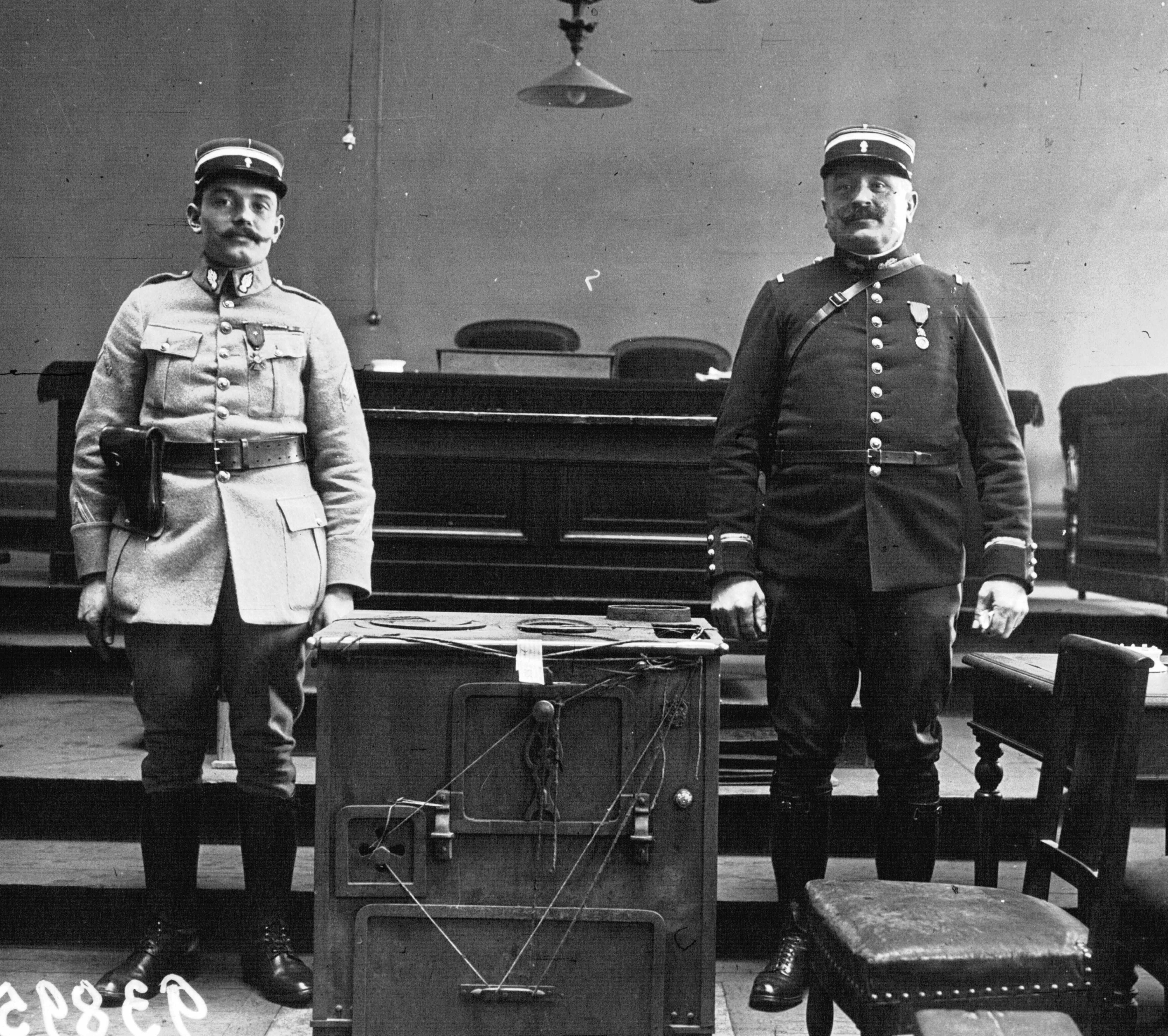
Cuptorul lui Landru a fost o probă la proces

Moro a reușit în cele din urmă să-l convingă pe Landru să semneze apelul la clemență, dar acesta a fost respins de președintele Alexandre Millerand. În ciuda ultimei sale cereri de a putea să-și spele picioarele, Landru a fost executat prin ghilotinare chiar înainte de zorii zilei de 25 februarie 1922, în fața porților închisorii Saint-Pierre din Versailles. Întreaga procedură, de la momentul când Landru a părăsit închisoarea până la decapitare, a durat doar aproximativ 20 de secunde. După execuție, trupul lui Landru a fost îngropat într-un mormânt marcat în Cimetière des Gonards din apropiere. Cu toate acestea, cinci ani mai târziu, rămășițele sale au fost deshumate și reînhumate într-un mormânt nemarcat în același cimitir, după ce familia sa a refuzat să mai plătească pentru închirierea locului de înmormântare. Capul tăiat al lui Landru a ajuns în cele din urmă în Muzeul Morții din Hollywood, California.
Casa lui Landru din Gambais a fost transformată într-un restaurant în anii 1930, profitând de notorietatea infamă a proprietarului anterior. În prezent, casa este încă în picioare și a fost scoasă la vânzare în 2017. Cuptorul celebru al lui Landru, în care se crede că ar fi ars rămășițele victimelor sale, a fost vândut la licitație în 1923 către un om de afaceri care dorea să îl expună în orașul italian Torino, în afara jurisdicției franceze. Cu toate acestea, autoritățile din Torino au interzis expunerea cuptorului, iar acesta a dispărut de la vedere, fiind posibil să fi fost achiziționat de un alt colecționar privat.
În 1968, fiica avocatului lui Moro a prezentat o schiță a cuptorului pe care Landru o desenase în timpul procesului și care i-a fost încredințată avocatului adjunct. Pe lângă cuptor, Landru a scris: „Se poate arde tot ce dorești acolo”, o remarcă care ar fi fost făcută de o femeie care a supraviețuit unei vizite în casa lui Landru. Pe spatele schiței, Landru a scris: „Acest lucru demonstrează prostia martorilor. Nu s-a întâmplat nimic în fața zidului, ci în casă”. Semnificația acestei declarații este încă neclară și poate fi interpretată în mai multe moduri diferite. Ceea ce este clar este faptul că Landru a continuat să își susțină nevinovăția și să își afirme superioritatea intelectuală până în ultima clipă.